# Индонезија на Светском првенству у атлетици у дворани 2016.
Индонезија је на Светском првенству у атлетици у дворани 2016. одржаном у Портланду од 17. до 20. марта учествовала девети пут. Репрезентацију Индонезије представљао је једна такмичар који се такмичио у трци на 60 метара.,
На овом такмичењу такмичар Индонезије није освојио ниједну медаљу али је оборио лични рекорд.

## Учесници
Мушкарци:
- Абдул Хамид Абдулах Исванди — 60 м

## Резултати

### Мушкарци
| Атлетичарка                 | Дисциплина | Лични рекорд | Квалификација  | Квалификација | Полуфинале           | Полуфинале           | Финале               | Финале       | Детаљи |
| Атлетичарка                 | Дисциплина | Лични рекорд | Резултат       | Место         | Резултат             | Место                | Резултат             | Место        | Детаљи |
| --------------------------- | ---------- | ------------ | -------------- | ------------- | -------------------- | -------------------- | -------------------- | ------------ | ------ |
| Абдул Хамид Абдулах Исванди | 60 м       |              | 6,77 (.764) ЛР | 6. у гр. 4    | Није се квалификовао | Није се квалификовао | Није се квалификовао | 31 / 53 (56) |        |